# آندی (کمون)
آندی (به فرانسوی: Andé) یک کمون در فرانسه است که در شهرستان اور واقع شده‌است. آندی ۵٫۳۱ کیلومتر مربع مساحت دارد ۴۵ متر بالاتر از سطح دریا واقع شده‌است.